# Nigel Owens
Nigel Owens (ur. 18 czerwca 1971 w Mynyddcerrig k. Llanelli, Walia) – walijski sędzia rugby union. Sędziował podczas Heineken Cup. Był jedynym walijskim sędzią podczas Pucharu Świata w Rugby 2007 we Francji.
Były oficer South Wales Police. W roku 2005 został powołany na sędziego międzynarodowego, wówczas też sędziował podczas meczu rozegranego pomiędzy Irlandią a Japonią w japońskiej miejscowości Osaka. 11 września 2007 roku w Lyonie przy boku Wayne'a Barnesa z Anglii i Mariusa Jonkera z RPA zaliczył swój debiut podczas Pucharu Świata, sędziując w meczu Argentyny z Gruzją.
W maju 2007 roku w wywiadzie dla magazynu "Wales on Sunday" zdeklarował się jako osoba homoseksualna. Krótko po zakończeniu Pucharu Świata w rugby 2007, Stonewall – grupa aktywistyczna działająca na rzecz LGBT, przyznała mu tytuł "atlety roku".
Obecnie Owens rezyduje w Pontyberem w południowej Walii. W listopadzie roku 2008 wydana została jego autobiografia napisana w języku walijskim pt. Hanner amser (Half Time).